# Northorpe
Northorpe är en ort och civil parish i Storbritannien.   Den ligger i grevskapet Lincolnshire och riksdelen England, i den sydöstra delen av landet, 220 km norr om huvudstaden London. Northorpe ligger 23 meter över havet och antalet invånare är 2 184.
Terrängen runt Northorpe är platt. Runt Northorpe är det ganska tätbefolkat, med 70 invånare per kvadratkilometer. Närmaste större samhälle är Scunthorpe, 12,9 km norr om Northorpe. Trakten runt Northorpe består till största delen av jordbruksmark.